# سیارک ۹۰۳۲۸
سیارک ۹۰۳۲۸ (به انگلیسی: 90328 Haryou، نامگذاری:2003FQ85) نود هزار و سیصد و بیست و هشتمین سیارک کشف شده‌است که در ۲۸ مارس ۲۰۰۳ کشف شد.